# 근덕초등학교
근덕초등학교는 대한민국 강원특별자치도 삼척시에 있는 초등학교다.

## 학교 연혁
- 1922년 6월 10일 근덕공립보통학교 개교(설립인가 5월 17일)
- 1976년 3월 1일 교곡분교장 설립
- 1996년 3월 1일 근덕초등학교로 개칭[1]
- 1999년 3월 1일 노곡분교장 편입
- 1999년 9월 1일 교곡분교장 통합, 3개 분교장[2] 편입
- 2001년 9월 1일 양평분교장 통합
- 2002년 6월 10일 개교 80주년 기념행사(80년사 발간)
- 2011년 3월 1일 궁촌분교장 편입
- 2011년 9월 1일 제34대 신종승 교장선생님 부임
- 2015년 2월 11일 제88회 졸업식(21명 졸업, 누계: 8,488명)
- 2015년 3월 1일 7학급 편성(특수학급 1학급), 분교 6학급, 유치원 1학급
- 2015년 9월 1일 제35대 우연화 교장선생님 취임
- 2016년 2월 5일 제89회 졸업식(19명) (총 졸업생 : 8,507명)
- 2016년 3월 1일 7학급편성(특수학급 1학급), 분교 6학급, 유치원 1학급
- 2016년 3월 1일 노곡분교장, 마읍분교장 통합

## 소속 분교장
- 궁촌분교
- 동막분교